# Super G hommes des championnats du monde de ski alpin 2023
Navigation
Cortina d'Ampezzo 2021 Saalbach 2025
Le Super G hommes des Championnats du monde de ski alpin 2023 se déroule le 9 février 2023  à Courchevel en France. Le podium se joue entre trois dossards successifs, le n°8  Alexis Pinturault, le n°9 Aleksander Aamodt Kilde et le n°10 James Crawford. Quand Pinturault passe la ligne d'arrivée avec 11/100e d'avance sur l'un des principaux favoris Marco Odermatt, une nouvelle victoire 48h après le combiné alpin semble possible pour l'enfant de Courchevel. Mais Kilde qui arrive juste après lui, est plus rapide de 25/100e de seconde. Le Norvégien  ne s'attend sans doute pas à la performance de Crawford, en retard sur une bonne partie de la course, mais qui tend les trajectoires sur le bas, ce qui lui permet de gagner en vitesse, et de s'imposer par le plus petit écart en ski alpin : 1/100e de seconde. Crawford, qui n'a jamais gagné dans la discipline en Coupe du monde, succède à Erik Guay (vainqueur du Super-G des Mondiaux 2017), alors que Kilde gagne sa première médaille aux championnats du monde, et Pinturault, sa deuxième médaille en deux jours, son deuxième bronze consécutif dans la discipline après Cortina 2021, et la huitième depuis sa première participation à l'évènement planétaire en 2011 à Garmisch. 

## Médaillés
| Or             | Argent                  | Bronze            |
| James Crawford | Aleksander Aamodt Kilde | Alexis Pinturault |

## Résultats
Le départ est donné  à 11 h 30 CET
| Rang               | Dossard               | Nom                      | Pays            | Temps         | Diff     |
| ------------------ | --------------------- | ------------------------ | --------------- | ------------- | -------- |
| Médaille d'or      | 10                    | James Crawford           | Canada          | 1 min 07 s 22 | —        |
| Médaille d'argent  | 9                     | Aleksander Aamodt Kilde  | Norvège         | 1 min 07 s 23 | + 0 s 01 |
| Médaille de bronze | 8                     | Alexis Pinturault        | France          | 1 min 07 s 48 | + 0 s 26 |
| 4                  | 7                     | Marco Odermatt           | Suisse          | 1 min 07 s 59 | + 0 s 37 |
| 5                  | 14                    | Raphael Haaser           | Autriche        | 1 min 07 s 80 | + 0 s 58 |
| 6                  | 21                    | Marco Schwarz            | Autriche        | 1 min 07 s 81 | + 0 s 59 |
| 7                  | 16                    | Adrian Smiseth Sejersted | Norvège         | 1 min 07 s 84 | + 0 s 62 |
| 8                  | 2                     | Loïc Meillard            | Suisse          | 1 min 07 s 87 | + 0 s 65 |
| 9                  | 23                    | Brodie Seger             | Canada          | 1 min 07 s 89 | + 0 s 67 |
| 9                  | 12                    | Andreas Sander           | Allemagne       | 1 min 07 s 89 | + 0 s 67 |
| 11                 | 20                    | Jeffrey Read             | Canada          | 1 min 07 s 92 | + 0 s 70 |
| 12                 | 13                    | Vincent Kriechmayr       | Autriche        | 1 min 08 s 09 | + 0 s 87 |
| 13                 | 3                     | Mattia Casse             | Italie          | 1 min 08 s 32 | + 1 s 10 |
| 14                 | 17                    | Daniel Hemetsberger      | Autriche        | 1 min 08 s 39 | + 1 s 17 |
| 15                 | 18                    | Stefan Babinsky          | Autriche        | 1 min 08 s 50 | + 1 s 28 |
| 16                 | 34                    | River Radamus            | États-Unis      | 1 min 08 s 52 | + 1 s 30 |
| 17                 | 33                    | Kyle Negomir             | États-Unis      | 1 min 08 s 70 | + 1 s 48 |
| 18                 | 19                    | Ryan Cochran-Siegle      | États-Unis      | 1 min 08 s 74 | + 1 s 52 |
| 19                 | 11                    | Stefan Rogentin          | Suisse          | 1 min 08 s 78 | + 1 s 56 |
| 20                 | 30                    | Christof Innerhofer      | Italie          | 1 min 08 s 79 | + 1 s 57 |
| 21                 | 5                     | Nils Allègre             | France          | 1 min 08 s 83 | + 1 s 61 |
| 22                 | 32                    | Elian Lehto              | Finlande        | 1 min 08 s 87 | + 1 s 65 |
| 23                 | 4                     | Blaise Giezendanner      | France          | 1 min 08 s 88 | + 1 s 66 |
| 24                 | 31                    | Henrik von Appen         | Chili           | 1 min 08 s 90 | + 1 s 68 |
| 25                 | 40                    | Rok Ažnoh                | Slovénie        | 1 min 08 s 95 | + 1 s 73 |
| 26                 | 28                    | Guglielmo Bosca          | Italie          | 1 min 08 s 96 | + 1 s 74 |
| 27                 | 1                     | Romed Baumann            | Allemagne       | 1 min 09 s 10 | + 1 s 88 |
| 28                 | 35                    | Miha Hrobat              | Slovénie        | 1 min 09 s 15 | + 1 s 93 |
| 29                 | 27                    | Simon Jocher             | Allemagne       | 1 min 09 s 18 | + 1 s 96 |
| 30                 | 26                    | Travis Ganong            | États-Unis      | 1 min 09 s 36 | + 2 s 14 |
| 31                 | 37                    | Nejc Naraločnik          | Slovénie        | 1 min 09 s 46 | + 2 s 24 |
| 32                 | 41                    | Nico Gauer               | Liechtenstein   | 1 min 09 s 80 | + 2 s 58 |
| 33                 | 39                    | Albert Ortega            | Espagne         | 1 min 10 s 06 | + 2 s 84 |
| 34                 | 43                    | Barnabás Szőllős         | Israël          | 1 min 10 s 07 | + 2 s 85 |
| 35                 | 38                    | Marco Pfiffner           | Liechtenstein   | 1 min 10 s 25 | + 3 s 03 |
| 36                 | 47                    | Jaakko Tapanainen        | Finlande        | 1 min 10 s 39 | + 3 s 17 |
| 37                 | 52                    | Juhan Luik               | Estonie         | 1 min 10 s 83 | + 3 s 61 |
| 38                 | 56                    | Calum Langmuir           | Grande-Bretagne | 1 min 10 s 89 | + 3 s 67 |
| 39                 | 46                    | Christian Borgnæs        | Danemark        | 1 min 11 s 03 | + 3 s 81 |
| 40                 | 48                    | Tiziano Gravier          | Argentine       | 1 min 11 s 18 | + 3 s 96 |
| 41                 | 45                    | Owen Vinter              | Grande-Bretagne | 1 min 11 s 78 | + 4 s 56 |
| 42                 | 49                    | Elvis Opmanis            | Lettonie        | 1 min 11 s 88 | + 4 s 66 |
| 43                 | 55                    | Ivan Kovbasnyuk          | Ukraine         | 1 min 13 s 16 | + 5 s 94 |
| 44                 | 54                    | Lauris Opmanis           | Lettonie        | 1 min 13 s 64 | + 6 s 42 |
| 45                 | 53                    | Benjamin Szőllős         | Israël          | 1 min 14 s 60 | + 7 s 38 |
| 46                 | 51                    | Márton Kékesi            | Hongrie         | 1 min 15 s 52 | + 8 s 30 |
|                    | 6                     | Dominik Paris            | Italie          | Abandon       | Abandon  |
| 15                 | Gino Caviezel         | Suisse                   |                 | Abandon       | Abandon  |
| 22                 | Atle Lie McGrath      | Norvège                  |                 | Abandon       | Abandon  |
| 24                 | Broderick Thompson    | Canada                   |                 | Abandon       | Abandon  |
| 25                 | Martin Čater          | Slovénie                 |                 | Abandon       | Abandon  |
| 29                 | Josef Ferstl          | Allemagne                |                 | Abandon       | Abandon  |
| 36                 | Jan Zabystřan         | Tchéquie                 |                 | Abandon       | Abandon  |
| 42                 | Sven von Appen        | Chili                    |                 | Abandon       | Abandon  |
| 44                 | Roy-Alexander Steudle | Grande-Bretagne          |                 | Abandon       | Abandon  |
| 50                 | Arnaud Alessandria    | Monaco                   |                 | Abandon       | Abandon  |